# Rec. 601
Rec. 601 (také známý jako ITU-R BT.601) je standard, který určuje barevný prostor pro digitální zobrazení videa. Byl vyvinut Mezinárodní telekomunikační unií (ITU) a Mezinárodní radiokomunikační unií (ITU-R) v roce 1982 a byl prvním standardem pro digitální zobrazení videa.

## Historie
Před vytvořením standardu Rec. 601 neexistoval jednotný standard pro barevné zobrazení v analogovém videu. Různé země a výrobci používali své vlastní barevné schémata, což vedlo k problémům s kompatibilitou mezi různými systémy. V souvislosti s tím začaly v 70. letech vývoj digitálních standardů videa, které by umožnily jednotný barevný prostor.

## Barevný prostor
Rec. 601 definuje barevný prostor pro video, které používá 8bitové zobrazení barvy. Určuje tři barevné komponenty: červenou (R), zelenou (G) a modrou (B). Každá barva je reprezentována 8bitovým číslem, což dává 256 možných hodnot pro každou komponentu. Tím je možné zpracovávat obrazy se 24bitovou barvou.
Rec. 601 také definuje vlastnosti formátu videa, jako jsou poměr stran (4:3), rozlišení (720x480 pro NTSC a 720x576 pro PAL) a snímkovou frekvenci (29,97 snímků/s pro NTSC a 25 snímků/s pro PAL).

## Použití
Rec. 601 byl široce používán v televizním průmyslu v 80. a 90. letech. Byl přijat jako standard pro digitální přenosy a byl používán v prvních DVD přehrávačích a digitálních videokamerách.
Dnes Rec. 601 není v nových technologiích používán. Místo něj jsou používány modernější standardy, jako je Rec. 709, který má větší barevný prostor a vyšší rozlišení.